# Cristhian Gutiérrez
Cristhian Gutiérrez (Treinta y Tres, Uruguay; 3 de febrero de 1992) es un futbolista uruguayo. Juega como delantero.
El Corderito, como es conocido, se formó en las inferiores de Defensor Sporting, antes de fichar en 2013 por El Tanque Sisley.  

## Trayectoria
Empezó su carrera en las divisiones inferiores de Defensor Sporting Club, club con el que fue subcampeón de la Copa Libertadores Sub-20 de 2012 ante River Plate. En este torneo disputó cinco juegos y anotó dos goles. Para 2013 es cedido en calidad de préstamo a El Tanque Sisley, pero no pudo debutar gracias a las pocas chances que le brindó el técnico Osvaldo Canobbio. 
Para la siguiente temporada fichó por el Rocha Fútbol Club de la Segunda División Profesional de Uruguay, donde disputó un total de cincuenta y dos encuentros. Además, colaboró con dieciocho anotaciones, siendo estas dos las mejores temporadas de su carrera. En 2015 fue transferido al Club Atlético Villa Teresa, club con el que disputó la primera etapa del Campeonato Uruguayo de Fútbol 2015-16.
Desde inicios de 2016, es jugador del Real España.

## Clubes
| Club             | País     | Año           |
| ---------------- | -------- | ------------- |
| El Tanque Sisley | Uruguay  | 2013          |
| Rocha F.C.       | Uruguay  | 2013 - 2015   |
| Villa Teresa     | Uruguay  | 2015          |
| Real España      | Honduras | 2016 -        |
| C.A. Huracán 33  | Uruguay  | 2017 -        |
| C.A. Peñarol 33  | Uruguay  | 2017 - actual |

### Estadísticas
| Club                       | Temporada           | Liga | Liga | Copa Nacional | Copa Nacional | Copa Internacional | Copa Internacional | Total | Total |
| Club                       | Temporada           | PJ   | G    | PJ            | G             | PJ                 | G                  | PJ    | G     |
| -------------------------- | ------------------- | ---- | ---- | ------------- | ------------- | ------------------ | ------------------ | ----- | ----- |
| El Tanque Sisley · Uruguay | 2012/13             | 0    | 0    | -             | -             | -                  | -                  | 0     | 0     |
| El Tanque Sisley · Uruguay | Total               | 0    | 0    | 0             | 0             | 0                  | 0                  | 0     | 0     |
| Rocha F.C. · Uruguay       |                     |      |      |               |               |                    |                    |       |       |
| 2013/14                    | 28                  | 9    | -    | -             | -             | -                  | 28                 | 9     |       |
| 2014/15                    | 24                  | 9    | -    | -             | -             | -                  | 24                 | 9     |       |
| Total                      | 52                  | 18   | 0    | 0             | 0             | 0                  | 52                 | 18    |       |
| Villa Teresa · Uruguay     |                     |      |      |               |               |                    |                    |       |       |
| 2015/16                    | 8                   | 1    | -    | -             | -             | -                  | 8                  | 1     |       |
| Total                      | 8                   | 1    | 0    | 0             | 0             | 0                  | 8                  | 1     |       |
| Real España Honduras       |                     |      |      |               |               |                    |                    |       |       |
| 2016                       | 12                  | 3    | 0    | 0             | -             | -                  | 12                 | 3     |       |
| Total                      | 12                  | 3    | 0    | 0             | 0             | 0                  | 12                 | 3     |       |
| Total en su carrera        | Total en su carrera | 61   | 20   | 0             | 0             | 0                  | 0                  | 61    | 20    |